# Регби в Словакии
Регби в Словакии является малопопулярным видом спорта. Развитием регби в стране руководит Словацкий регбийный союз.

## Краткая история
Зарождение регби в Чехословакии было связано с деятельностью чешского и моравского писателя Ондржея Секоры, который в 1926 году после поездки во Францию привёз в страну регбийный мяч и набор правил игры. Регби развивалось в межвоенные годы, однако его развитие было заторможено Второй мировой войной.
Центром развития регби в ЧССР оставались Богемия и Моравия, а Словакия значительно отставала от них. При этом в Словакии первый регбийный матч состоялся в 1927 году с участием клуба «Славия». В 1988 году Чехословакия, которая была сооснователем ФИРА с 1934 года, вступила в Международный регбийный союз. В 1990-е годы был основан Словацкий регбийный союз, однако членом World Rugby и Регби Европы он стал только в 2016 году.
Центром развития регби в стране является Братислава, где занятия по этому виду спорта проводятся в нескольких школах города. Регби официально является в стране любительским: крупнейшими клубами в стране являются «Слован» и «Братислава».
Сборная Словакии по регби в сезоне 2020/2021 выступала в чемпионате Европы в низшей по статусу группе — Development.